# Шутіхінська сільська рада
Шуті́хінська сільська рада (рос. Шутихинский сельский совет) — сільське поселення у складі Катайського району Курганської області Росії.
Адміністративний центр — село Шутіхінське.
Населення сільського поселення становить 824 особи (2017; 908 у 2010, 1111 у 2002).

## Склад
До складу сільського поселення входять:
| Населений пункт    | Населення, осіб (2002) | Населення, осіб (2010) |
| ------------------ | ---------------------- | ---------------------- |
| Бісерова, присілок | 184                    | 155                    |
| Бугайово, присілок | 228                    | 122                    |
| Шутіхінське, село  | 699                    | 631                    |